# Paolo Boccella
Paolo Boccella (Camaiore, 17 giugno 1915 – Aloza, 20 marzo 1938) è stato un militare e aviatore italiano, decorato con la medaglia d'oro al valor militare alla memoria nel corso della guerra civile spagnola.

## Biografia
Nacque a Camaiore il 17 giugno 1915. 
Nel maggio del 1935 si arruolò volontario nella Regia Aeronautica in qualità di allievo sergente, conseguendo il brevetto di pilota d'aeroplano nell'agosto dello stesso anno e nel marzo del 1936 quello di pilota militare. Col grado di sergente fu trasferito al 5º Stormo d’assalto sull'aeroporto di Ciampino Sud. Inviato in missione speciale oltremare in Spagna (O.M.S.) il 24 gennaio 1937, per combattere nella guerra civile allora in corso. Nel marzo del 1938 partecipò alla grande offensiva sull'Ebro. In forza alla specialità ricognizione cadde in combattimento nei pressi di Aloza il 20 marzo 1938, e per onorarne il coraggio fu decretata la concessione della medaglia d'oro al valor militare alla memoria.

### Fonti
1. 1 2 3 4 5  Combattenti Liberazione.
2. 1 2  Gruppo Medaglie d'Oro al Valor Militare 1965, p. 291.
3. 1 2  Ufficio Storico dell'Aeronautica Militare 1969, p. 69.
4. ↑  Medaglie d'oro al valor militare sul sito della Presidenza della Repubblica
5. ↑  Registrato alla Corte dei conti addì 14 febbraio 1941, registro n.20 Aeronautica, foglio n.53.